# Early Adopter

## Định nghĩa
Nhóm khách hàng thích nghi nhanh trong tiếng Anh là Early Adopter.
Thuật ngữ "nhóm khách hàng thích nghi nhanh" đề cập đến một cá nhân hoặc doanh nghiệp sử dụng một sản phẩm hoặc công nghệ mới trước những người khác.
Nhóm khách hàng thích nghi nhanh có khả năng trả nhiều tiền hơn cho sản phẩm so với những khách hàng thích nghi sau, việc chấp nhận mức phí thêm này tăng vị thế xã hội của "nhóm khách hàng thích nghi nhanh", bên cạnh đó giúp doanh nghiệp cải thiện hiệu quả sản phẩm, giảm chi phí, dễ dàng thâm nhập thị trường.
Các công ty dựa vào nhóm khách hàng thích nghi nhanh để thu nhập phản hồi về sự thiếu sót của sản phẩm, trang trải chi phí nghiên cứu và phát triển (R&D) sản phẩm cũng có thể nói nhóm khách hàng thích nghi nhanh  chính là những người có tác động đến việc tạo ra xu hướng. Một số công ty thường nghĩ đến đối tượng khách hàng này khi bán các sản phẩm công nghệ cao. Tuy nhiên, đa số công ty đều nghĩ đến nhóm khách hàng thích nghi nhanh là những người có khuynh hướng sẵn sàng nắm bắt những cái mới, những sản phẩm, dịch vụ vừa được "trình làng" thuộc nhiều lĩnh vực khác nhau chứ không chỉ riêng trong lĩnh vực công nghệ. Những nhóm khách hàng khác, nhất là nhóm người ngại thử nghiệm cái mới, thường dành cho nhóm khách hàng này cái nhìn hoài nghi và có phần tiêu cực.

## Lịch sử
Thuật ngữ này bắt nguồn từ lý thuyết khuếch tán đổi mới của Everett M. Rogers (1962).
Thông thường, ngoài việc sử dụng sản phẩm hoặc công nghệ của nhà cung cấp, nhóm khách hàng này cũng sẽ cung cấp phản hồi đáng kể và thẳng thắn để giúp nhà cung cấp điều chỉnh các bản phát hành sản phẩm trong tương lai, cũng như các phương tiện phân phối, dịch vụ và các dịch vụ hỗ trợ liên quan. Đây cũng có thể được gọi là một hình thức thử nghiệm trong giai đoạn đầu của dự án.
Mối quan hệ giữa doanh nghiệp và khách hàng tiếp nhận sớm mang tính hiệp đồng, với việc khách hàng có quyền truy cập sớm (và đôi khi là duy nhất hoặc ít nhất là duy nhất sớm) vào một sản phẩm hoặc công nghệ mới có lợi thế.
Để đổi lấy việc có nhóm khách hàng thích nghi nhanh, doanh nghiệp phải đối mặt với các vấn đề, rủi ro và phiền toái phổ biến đối với việc thử nghiệm và triển khai sản phẩm ở giai đoạn đầu. Nhóm khách hàng thích nghi nhanh đôi khi nhận được sự hỗ trợ và hỗ trợ nhà cung cấp đặc biệt chu đáo, thậm chí đến mức có nhân sự tại trang web làm việc của khách hàng để hỗ trợ mọi lúc. Nhóm khách hàng này đôi khi được ưu đãi về giá cả, các điều khoản và điều kiện, mặc dù công nghệ mới thường rất đắt đỏ nhưng nhóm khách hàng thích nghi nhanh thường sẵn sàng chi trả cho các sản phẩm mới.
Mặt khác, nhà cung cấp, được hưởng lợi từ việc nhận doanh thu sớm, và cũng từ sự chứng thực và hỗ trợ của nhóm khách hàng thích nghi nhanh trong việc tiếp tục phát triển sản phẩm và các cơ chế tiếp cận thị trường. Thu hút nhóm khách hàng thích nghi nhanh là một bước phổ biến trong việc phát triển và triển khai sản phẩm mới. Mối quan hệ này mang đến rất nhiều giá trị cho một nhà cung cấp.
Việc thử nghiệm sản phẩm mới dễ đi kèm với những rủi ro: các phiên bản đầu tiên của sản phẩm có thể có lỗi và/hoặc dễ bị hỏng hóc. Hơn nữa, các phiên bản sản phẩm hiệu quả hơn và đôi khi ít tốn kém hơn thường xuất hiện vài tháng sau khi phát hành lần đầu (Apple iPhone). Xu hướng công nghệ mới có giá cao hơn khi phát hành thường được gọi là "thuế áp dụng sớm".

## Hành vi của "early adopter"
"Nhóm khách hàng thích nghi nhanh" là một trong năm loại người tiêu dùng (những loại người tiêu dùng khác là nhóm khách hàng đổi mới (innovator), nhóm khách hàng chấp nhận sớm (early majority), nhóm khách hàng chấp nhận muộn (late majority), và nhóm khách hàng lạc hậu (laggards)) dọc theo "Đường cong khuếch tán đổi mới" do Everett Rogers tiên phong. Rogers tuyên bố rằng 2,5% những người áp dụng công nghệ mới làm điều đó rất sớm (nhóm khách hàng đổi mới); nhóm khách hàng thích nghi nhanh đại diện cho 13,5% người tiêu dùng tiếp theo; nhóm khách hàng chấp nhận sớm (34%) tiếp theo; nhóm khách hàng chấp nhận muộn (34%); và nhóm khách hàng lạc hậu (16%) là nhóm người cuối cùng dùng thử công nghệ.
 Các nhà nghiên cứu thị trường (marketing research) thường mô tả nhóm khách hàng thích nghi nhanh là những người dẫn đầu xã hội và có học thức. Thông thường, họ sẽ đứng xếp hàng để mua sản phẩm mới ngay cả khi họ biết phiên bản mới hoặc rẻ hơn của sản phẩm sẽ sớm được cung cấp.
Là người dùng sớm, nhóm khách hàng thích nghi nhanh cung cấp một cái nhìn thoáng qua về cách thị trường phản ứng với sản phẩm đó. Họ nhận thức được rằng sản phẩm đang ở giai đoạn sơ sinh và trước khi mua nó, họ biết đến rủi ro tài chính liên quan do đó cần phải tiến hành nghiên cứu sâu rộng.
Nhóm khách hàng thích nghi nhanh có xu hướng trở thành những người có ảnh hưởng nhất trong thị trường bất kì (influencer marketing) và họ thường sẽ có ý kiến dẫn đầu so với những nhóm người tiêu dùng khác. Họ là những người tích cực viết blog, đăng trên mạng xã hội Facebook và Twitter về trải nghiệm, đánh giá của họ với sản phẩm. Nếu sản phẩm mang lại giá trị, nó sẽ nhận được lời khen ngợi và các đề xuất, giới thiệu trên các mạng xã hội (Marketing qua mạng xã hội) của họ bao gồm những nhóm người dùng khác. Nếu họ từ chối sản phẩm vì bất kỳ lý do gì, thương hiệu đó chắc chắn sẽ bị ảnh hưởng đáng kể.

## Tầm quan trọng của "early adopter" đối với doanh nghiệp
- Khi làm marketing, các công ty thường muốn nhắm đến nhóm khách hàng trung thành hoặc những người ủng hộ nhãn hiệu. Tuy nhiên, theo Paul Friederichsen, một chuyên gia tiếp thị và quảng cáo, để thành công các doanh nghiệp cần nhắm đến nhóm khách hàng thích nghi nhanh. Đây là những người trẻ, có trình độ học vấn cao, có nhiều hoạt động xã hội và khả năng tài chính tốt. Nói cách khác, đó là nhóm khách hàng sẵn sàng thử nghiệm cái mới và chấp nhận rủi ro vì họ có đủ khả năng tài chính để "hy sinh" cho điều đó.[2] Họ cũng tiêm cho các công ty này doanh thu tài trợ cho nghiên cứu và phát triển cần thiết để nâng cao sản phẩm đủ để có được sự áp dụng rộng rãi.[5]
- Theo lý thuyết "Phân bổ sự thích nghi với cái mới" (Diffusion of Innovations) của Everett Rogers, nhóm khách hàng thích nghi nhanh thường chiếm tỷ lệ 13,5% trong tổng số những khách hàng sử dụng một sản phẩm, dịch vụ mới.[2]
- Những người sử dụng và trải nghiệm sản phẩm sớm với sự chứng thực rất quan trọng để xác định liệu phần lớn dân số có chấp nhận nó hay không. Sự hỗ trợ và tiếp thị truyền miệng của họ cho một sản phẩm hoặc công nghệ mới có thể củng cố danh tiếng của sản phẩm và giúp công ty có được nhiều khách hàng hơn.[5]
- Nhóm khách hàng thích nghi nhanh cũng là những nhân tố khởi động cho các doanh nghiệp khi cần khai trương, làm mới sản phẩm hay dịch vụ của mình. Họ được xem như những nhân chứng cho một nhu cầu đang được dồn nén, ấp ủ về các sản phẩm, dịch vụ, giải pháp mới của một nhãn hiệu.
- Theo Geoff Colon, nhà thiết kế cao cấp về truyền thông tiếp thị (MarCom) của hãng Microsoft, cho rằng trong các thị trường kết nối cao với truyền thông thì có đến 70% khách hàng lựa chọn các hoạt động cho mình dựa trên các nội dung liên quan được đăng tải trên Facebook và các cộng đồng trực tuyến (online community), do đó hiệu ứng chia sẻ từ nhóm khách hàng thích nghi nhanh là điều đáng để các nhãn hiệu quan tâm.[2]
- Nhóm khách hàng này làm tăng lợi nhuận của doanh nghiệp: họ mua sản phẩm trong thời gian đầu ra mắt sản phẩm, họ trả rất nhiều tiền, bằng cách này, công ty có thể nâng cao lợi nhuận của họ.
- Nhóm khách hàng thích nghi nhanh giúp các công ty nhận được các phản hồi: vì đây là những khách hàng đầu tiên mua một sản phẩm mới được ra mắt hoặc tận dụng một dịch vụ mới ra mắt, nên họ có xu hướng đưa ra phản hồi về nó. Bằng cách này, các nhà cung cấp có thể nhận được một số phản hồi có giá trị sẽ giúp họ tung ra các sản phẩm thậm chí tốt hơn nhiều trong tương lai.
- Họ giúp các công ty biết nếu có bất kỳ cải tiến nào cần được thực hiện với sản phẩm hoặc có bất kỳ khiếm khuyết nào khác cần được sửa chữa. Bằng cách này, các công ty có thể biết về sản phẩm của họ từ góc độ của người tiêu dùng sẽ giúp họ rất nhiều trong việc thiết lập sản phẩm của họ về lâu dài.[6]

## Lợi ích mà "early adopter" nhận được
- Một sản phẩm mang tính cách mạng được tung ra thị trường. Bạn sẽ mua nó ngay lập tức, hay đợi cho đến khi có thêm thông tin về các tính năng và thiếu sót của nó? "Nhóm khách hàng thích nghi nhanh", họ mua nó ngay lập tức, họ  thấy được sự hấp dẫn, tiềm năng của các sản phẩm mới và ra quyết định đầu tư vào chúng để trở thành một thứ lợi ích gì đó lớn hơn. Có một nhược điểm của điều này: bạn có thể sẽ thất bại khi đã phải bỏ ra một số tiền lớn để sở hữu sản phẩm này, nhưng chúng lại có quá nhiều thiếu sót. Tuy nhiên, đầu tiên hãy nghĩ đến iPhone - bạn cũng rất có thể là người đi đầu trong một phong trào.  Dưới đây là những lợi ích mà nhóm khách hàng thích nghi nhanh nhận được:[7]

Có được những ưu đãi hạng nhất
Để đổi lấy việc xử lý các lỗi mà hầu hết các sản phẩm giai đoạn đầu mắc phải, nhóm khách hàng thích nghi nhanh cũng nhận được sự hỗ trợ khách hàng hạng nhất, như một nhân viên tận tâm để giúp triển khai và điều hành sản phẩm, các chính sách giảm giá, các điều khoản và điều kiện hào phóng.
Có tiếng nói trong quá trình hoàn thiện sản phẩm
Khi bạn đã mạo hiểm mua sản phẩm tức thì, bạn đã tạo ra một sự kết nối trực tiếp với các công ty phát minh ra chúng. Các công ty đánh giá rất cao phản hồi  và các đề xuất trung thực của bạn.  Bằng cách dùng thử, phát hiện lỗi trên sản phẩm và chia sẻ suy nghĩ của bạn, bạn trở thành một "người chơi" cực kỳ quan trọng trong "trò chơi" hoàn thiện sản phẩm. Nói cách khác, bạn có khả năng định hình và ảnh hưởng đến sản phẩm khi nó đẩy qua chu kỳ phát triển. Các doanh nghiệp sẽ cực kỳ thỏa mãn khi nghe được "giọng nói" của "nhóm khách hàng thích nghi nhanh".
Có quyền khoe khoang
Thỏa mãn không kém chính là quyền khoe khoang khi là chủ sở hữu đầu tiên của sản phẩm. Bạn sẽ trở thành đối tượng được gia đình, bạn bè thậm chí là những người xa lạ quay quanh, bạn sẽ là người giải đáp cho họ những thắc mắc về sản phẩm mà theo họ bạn cực kỳ đáng tin cậy. Và đương nhiên một sản phẩm trở nên phổ biến hơn theo thời gian, bạn có thể dõng dạc nói rằng mình sở hữu chúng trước nhiều người.
Có thể trở thành nhà lãnh đạo tư tưởng
Bạn không chỉ có thể thoải mái liên lạc được với các doanh nghiệp, mà bạn còn có thể tạo ra những kết nối trong vòng đời sản phẩm, bạn kết nối cả những người khác, giống như bạn, là những người đam mê sản phẩm. Bạn có khả năng chia sẻ lợi ích và nhược điểm của sản phẩm mới trong tay, tạo tiếng vang cho cả cộng đồng người tiêu dùng, từ những người tiếp nhận sớm cho đến những người theo dõi muộn.
Bằng cách cung cấp kiến thức trực tiếp về các sản phẩm mới, bạn sẽ giúp sản phẩm phát triển và cải thiện theo thời gian. Sau này những sản phẩm đó thành công và phổ biến trên thị trường, chúng sẽ không có được vị trí đó nếu không có những người như bạn đủ đam mê để đầu tư vào chúng ngay từ đầu. Là người tiếp nhận sớm, bạn không theo đuổi đám đông - bạn dẫn đầu đám đông.

## Rủi ro
- Nhóm khách hàng thích nghi nhanh có thể phải đối mặt với việc thiếu hiểu biết về cách sử dụng thiết bị của mình cho đến khi các nhà sản xuất biết được điều đó.
- Ví dụ, những người dùng đầu tiên của các trình phát phương tiện được ghi lại có thể chỉ có một danh sách ngắn các tựa game họ có thể chọn khi phần cứng được phát hành lần đầu tiên từ các nhà sản xuất. Kỳ vọng là theo thời gian, sẽ có nhiều nội dung hơn cho định dạng thiết bị được chọn, nhưng không có gì đảm bảo cho điều này. Chẳng hạn, sau khi giới thiệu truyền hình độ nét cao, những người dùng đầu tiên đã chờ đợi các đài truyền hình cung cấp ngày càng nhiều chương trình của họ ở định dạng mới, tận dụng độ rõ của hình ảnh cao hơn. Khi nói đến phát lại video gia đình độ nét cao, một cuộc chiến định dạng nảy sinh giữa các nhà sản xuất đầu phát Blu-ray và HD DVD. Những người dùng đầu tiên của một trong hai trình phát đĩa đã dự đoán định dạng của họ cuối cùng sẽ chiến thắng là đĩa video độ nét cao được lựa chọn cho thị trường. Trong những năm đầu, các công ty giải trí phát hành phim và nội dung video khác có thể đã được xuất bản ở định dạng này hoặc định dạng khác. Điều này khiến những người dùng đầu tiên gặp hạn chế về nội dung mà thiết bị của họ có thể truy cập. Hiếm có nội dung đảm bảo cả hai nền tảng. Cuối cùng, nền tảng Blu-Ray đã được áp dụng phổ biến cho các đĩa video độ phân giải cao, khiến những người dùng HD DVD đầu tiên sử dụng các thiết bị không được hỗ trợ sẽ phải thay thế thiết bị của họ.
- Nhóm khách hàng thích nghi nhanh có thể tận hưởng thời kỳ uy tín bằng cách là người đầu tiên sở hữu một hình thức công nghệ mới, nhưng họ cũng phải đối mặt với khả năng cao là thiết bị hoặc dịch vụ họ đang sử dụng sẽ bị lỗi thời trong các lần nâng cấp sau này của sản phẩm trong tương lai. Tốc độ lan tỏa hoặc áp dụng của một sản phẩm mới trên thị trường có thể thay đổi tùy theo loại sản phẩm và giá của nó. Nhóm khách hàng thích nghi nhanh trong thế giới kinh doanh phải đối mặt với rủi ro cao ở chỗ họ đang sử dụng một sản phẩm hoặc công nghệ có thể không được hoàn thiện.
- Mặt khác các sản phẩm được cung cấp bởi các nhà sản xuất không tương thích với các sản phẩm khác mà nhóm khách hàng thích nghi nhanh sở hữu.[1]

## Doanh nghiệp cần làm gì để thu hút "nhóm khách hàng thích nghi nhanh"
- Friederichsen cho rằng, trước hết về mặt di truyền học, theo một số nhà khoa học, não bộ của nhóm khách hàng thích nghi nhanh thường sở hữu nhiều dopamine, một chất dẫn truyền thần kinh có khả năng điều khiển cảm nhận về niềm vui và sự thỏa mãn của con người.
- Người có mức dopamine trong cơ thể cao thường có nhiều khả năng trong việc lập kế hoạch, thực hiện và đạt được các mục tiêu của mình trong mọi lĩnh vực của cuộc sống. Và đó là lý do các nhà tiếp thị nên tác động vào những đối tượng khách hàng giàu dopamine này bằng những niềm vui thông qua việc tiếp cận họ bằng những chương trình quảng cáo có tính hài hước, những thông điệp tiếp thị dễ nhớ. Đối với "nhóm khách hàng thích nghi nhanh", niềm vui mà họ có được từ những cái mới sẽ đủ mạnh để họ quên đi nỗi lo về sự thất bại hay tổn thất.
- Theo Friederichsen, câu hỏi thật sự mà các nhà tiếp thị một nhãn hiệu mới nên đặt ra không phải "Ai là khách hàng mục tiêu của tôi?" mà là "Ai là những khách hàng thích nghi nhanh của tôi?".
- Đối với một nhà tiếp thị, thành công lớn nhất trong việc thu hút sự chú ý của những khách hàng thích nghi nhanh là thể hiện rằng nhãn hiệu của mình là giải pháp chắc chắn cho vấn đề mà họ đang gặp. Ngoài ra, Friederichsen khuyên doanh nghiệp đừng quên vai trò của chất dopamine và nên vận dụng triệt để tác nhân này bằng cách khơi dậy cảm xúc, niềm vui được khám phá, chinh phục, trải nghiệm cái mới của khách hàng.[2]
- Phát hành trước một phiên bản sản phẩm: Từ đặc điểm hành vi của "nhóm khách hàng thích nghi nhanh", họ muốn trở thành một trong những người đầu tiên sở hữu sản phẩm. Do đó, hãy sắp xếp một bản phát hành trước cho những người dùng đầu tiên với phần thưởng thêm cho những người đặt sản phẩm trước khi ra mắt. Nhóm khách hàng thích nghi nhanh luôn sẵn sàng chấp nhận rủi ro khi họ biết rằng họ sẽ được trao phần thưởng.
- Tiếp cận nhóm khách hàng thích nghi nhanh và thiết lập mối quan hệ với họ: Nên tạo một danh sách nhóm khách hàng thích nghi nhanh và cố gắng thiết lập mối quan hệ với họ như tạo cộng đồng trực tuyến dành riêng cho nhóm khách hàng này, thực hiện các hoạt động Marketing trực tuyến trên các trang mạng xã hội với nội dung phù hợp với nhóm khách hàng thích nghi nhanh để cải thiện trải nghiệm khách hàng, khiến họ cảm thấy được tôn trọng và xứng đáng hưởng những gì tốt hơn những người khác. Tiếp cận được nhóm khách hàng thích nghi nhanh rất có ích cho bạn vì bạn sẽ tìm hiểu về những kỳ vọng của họ và cũng có thể nhận được những ý tưởng sáng tạo từ chính họ.[6]

## Ví dụ
- Ví dụ tốt nhất để hiểu nhóm khách hàng thích nghi nhanh là công ty "Apple". Hiện tại, công ty Apple là một trong bốn công ty lớn nhất thế giới hiện nay, và một phần quan trọng trong thành công của nó là nhờ "nhóm khách hàng thích nghi nhanh".
- Khi iPhone được ra mắt lần đầu tiên vào năm 2007, giá của nó là gần 600 đô la. Đây là một số tiền đáng kể và một khoản rất lớn vì phải đầu tư số tiền này vào các sản phẩm mà họ không có kinh nghiệm. Nhưng vẫn còn nhiều người đã không ngần ngại trong việc mua nó. Mặc dù chỉ hai tháng sau khi ra mắt sản phẩm, giá của iPhone đã giảm xuống còn 400 đô la sau đó sau một thời gian xuống còn 200 đô la.
- Đó là những người đầu tiên sử dụng công nghệ mới này trước khi các đồng nghiệp của họ có vì họ muốn trở thành người đầu tiên dùng thử sản phẩm mới này khi nó vừa được tung ra thị trường.
- Cơn sốt của công ty "Apple" có thể được nhìn thấy ngay cả bây giờ. Bất cứ khi nào công ty ra mắt phiên bản mới của iPhone, những người dùng đầu tiên sẽ đảm bảo rằng họ mua nó trước. Mặc dù họ không biết nhiều về các công nghệ hoặc tính năng mới mà nó sẽ đi kèm hoặc bao nhiêu tiện ích sẽ được chứng minh, họ rất hăng hái và mua ngay mỗi khi nó được tung ra.[6]
- Thực tế cho thấy, mỗi khi ra mắt một phiên bản sản phẩm mới về sản phẩm của mình, những nhãn hiệu hàng đầu như Apple thường đăng tải hình ảnh của những nhóm khách hàng thích nghi nhanh xếp hàng rồng rắn trước các cửa hàng trưng bày và bán lẻ của nhãn hiệu này như một "hiện tượng văn hóa". Và nếu dòng người ấy ngắn hơn dự báo thì điều đó cũng sẽ trở thành một đề tài được báo chí quan tâm. Friederichsen cho rằng những khách hàng thích nghi nhanh ấy chính là một "chỉ số đo" quan trọng về sự thành bại của những sản phẩm hay dịch vụ mới. Điều này thể hiện rất rõ trong lĩnh vực điện ảnh: một bộ phim có thật sự trở thành "bom tấn" hay không phụ thuộc rất nhiều vào doanh thu từ tuần công chiếu đầu tiên.[2]